# Ilex franchetiana
Ilex franchetiana är en järneksväxtart som beskrevs av Ludwig Eduard Loesener. Ilex franchetiana ingår i släktet järnekar, och familjen järneksväxter. Utöver nominatformen finns också underarten I. f. parvifolia.